# Régric
Frédéric Legrain, dit Régric, est un auteur de bande dessinée, né le 4 octobre 1969 en Seine-Saint-Denis.

## Publications

### One shot
- Été indien pour la Mini , Paquet, collection « Calandre »[2], 2011
Scénario, dessin et couleurs : Régric -  (ISBN 978-2-88890-422-9)

- Le Musée de l'étrange : Le Sanctuaire des Titans , Éditions du Long Bec, 2018
Scénario et dessin : Régric  - Couleurs : Loli Irala Marin -  (ISBN 979-1-09249-993-3)

### Tirage de luxe
- Lefranc : Cuba Libre, éditions Caurette, 2022  (ISBN 9782382890370). Album en version luxe de 96 pages, imprimé à 350 exemplaires.